# フレッシュアイペディアモバイル
フレッシュアイペディアモバイル（freshEYEPediaMobile）は、かつて存在したウィキペディア日本語版の全文検索サービスである。株式会社スカラの子会社であるスカラコミュニケーションズが運営するポータルサイト・フレッシュアイで提供されていた。

## 概要
フレッシュアイのモバイル版サービスとして2008年6月11日よりサービス開始。
パソコンから接続しての検索の他、携帯電話端末を使用したインターネット接続による検索も可能となっている。
表記としては「Feﾍﾟﾃﾞｨｱﾓﾊﾞｲﾙ」というものが多く見受けられる。